# روجر فرديناند
روجر فرديناند (بالفرنسية: Roger Ferdinand)‏ هو كاتب مسرحي وكاتب سيناريو فرنسي، ولد في 6 أكتوبر 1898 في سان لو في فرنسا، وتوفي في 31 ديسمبر 1967 في باليزو في فرنسا.

## وصلات خارجية
- روجر فرديناند على موقع IMDb (الإنجليزية)
- روجر فرديناند على موقع ديسكوغز (الإنجليزية)